# ボブ・ラフェルソン
ボブ・ラフェルソン （Robert"Bob" Rafelson, 1933年2月21日 - 2022年7月23日） は、アメリカ合衆国の映画監督、脚本家。ジャック・ニコルソンとのコラボレーションで知られている。

## 来歴
1965年に結成されたモンキーズの企画者の一人でもある。
叔父に劇作家のサムソン・ラフェルソンがいる。息子のピーター・ラフェルソンはソングライター、ミュージシャン。
2022年7月23日、コロラド州アスペンの自宅で死去。89歳没。

## 主な監督作品
- ザ・モンキーズ 恋の合言葉HEAD! Head (1968)
- ファイブ・イージー・ピーセス Five Easy Pieces (1970)[1]
- キング・オブ・マーヴィン・ガーデン -儚き夢の果て-（英語版） The King of Marvin Gardens (1972) DVDスルー
- 郵便配達は二度ベルを鳴らす The Postman Always Rings Twice (1981)[1]
- ブラック・ウィドー Black Widow (1986)
- 愛と野望のナイル Mountains of the Moon (1990)
- お気にめすまま Man Trouble (1992)
- ブラッド&ワイン Blood and Wine (1996)
- ノー・グッド・シングス The House on Turk Street (2002)